# Бито сирене
Бито сирене – наричано още мехово сирене, толум сирене, брънза и имансъз е вид традиционно българско полутвърдо сирене от овче или краве мляко.

## Наименование
Това сирене е известно с няколко имена. Нарича се бито, защото маслото се избива в каца. Освен това му викат и мехово, и тулумско (на турски: tulum – гайда, мех), заради начина на съхраняване.
Още едно популярно име е и брънза, което вероятно е дошло в Родопите от езика на арумъните – романизирано население на Балканския полуостров, чийто основен поминък са били овчарството и мандраджийството. В Румъния думата брънза (на румънски: Brânză) означава общо название на всички сирена, а на руски (брынза) и украински (бринза) означава саламурено сирене близко до нашето бяло саламурено сирене.

## Технология
Битото сирене се прави като първо се избива маслото, което се прави след кратко подсирване с мая от стомаха на агнета сукалчета. Обезмасленото мляко се сипва в големи казани, подсирва се отново и бавно се загрява, докато отгоре започне да се отделя суроватката. Загряването се прекратява и суроватката се отлива, като се запазва. Подсирената маса се нарязва на късове и се слага да се отцежда за няколко дни. После се разстила, за да просъхне. Междувременно леко вкисналата суроватка се кипва и в нея се образува суроватъчна извара. Млечните частици се отделят и отцеждат добре в платно, като след това платната се притискат, за да се отдели възможно най-много от остатъчната течност. Зрялото сирене се смесва с изварата, като се прибавя и сол, и се натъпква в мехове от овчи кожи, подстригани много късо, които се зашиват като козината остава отвътре. Така битото сирене се оставя да зрее поне няколко дена, преди да е готово за консумация. С течение на времето през порите на кожата се отцежда още течност, а сиренето придобива кремообразна структура. Понякога битото сирене се напълва и в качета от дървовидна хвойна Juniperus excelsa.

## Други
В литературата толум сиренето се описва във възрожденските очерци: „Трябваше да носят храна за няколко месеци, като че отиват да се затварят в обсада: чували с брашно, сухари, пастърма, качета с риба и туршия, толум сирене, сол, пипер и тая домашна българска тригя за подкиселяване на пословичната рибена чорба не липсуваше“